# Morena Salvino
Morena Salvino (Milano, 23 agosto 1978) è un'attrice, personaggio televisivo ed ex modella italiana.

## Biografia
Nata a Milano da genitori di origini calabresi, ha un fratello gemello e una sorella maggiore. Dagli 11 ai 14 anni ha svolto esperienze teatrali. Ha frequentato un istituto tecnico turistico, specializzandosi poi come promotrice. In seguito, ha partecipato come modella a concorsi per le acconciature "Wella".
Nel 1997 è stata iscritta dalle amiche al concorso di Miss Italia, dove si posiziona nella top 80 per poi essere eliminata il secondo giorno. Ha lavorato come modella per show room, prendendo parte a varie campagne pubblicitarie e programmi televisivi.
Nel 1998 ha partecipato a Il brutto anatroccolo, programma in onda su Italia 1, dove è stata protagonista di una delle trasformazioni eseguite a fine puntata.
Nel 2001 è protagonista del primo spot Cogli l'attimo realizzato per la FIAT dall'agenzia Leo Burnett, che le dà grande visibilità. Nello stesso anno viene ingaggiata come letterina nel programma televisivo di Canale 5 Passaparola. Riprende inoltre il teatro con la scuola Progetto Teatro 3 di Enrico Bertorelli.
Nel 2003 termina la sua esperienza a Passaparola. Nel 2004 partecipa alla soap opera CentoVetrine, in cui interpreta il personaggio di Chiara Baldi dove rimarrà fino al 2007. Nel 2008 interpreta il ruolo di Matilda nel film Principessa, un'opera prima che le farà guadagnare il premio come migliore attrice al Greenville International Film Festival in Sud Carolina nel 2012.
Successivamente prende parte a diversi spot per il mercato estero. 
Dal 2013 ha aperto anche un suo blog, nel quale presenta delle ricette culinarie.

## Filmografia

### Cinema
- Principessa, regia di Giorgio Arcelli (2009) - Ruolo: Matilda
- Il bene oscuro - Il genio, la ricerca, la vita, regia di Ettore Pasculli - Ruolo: Daria
- La donna della mia vita, regia di Luca Lucini (2010) - Ruolo: Francesca
- The Broken Key, regia di Louis Nero (2017) - Ruolo: contessa Rosebud

### Televisione/ Programmi
- La sai l'ultima?  con Gigi Sabani e Gerry Scotti (1999-2001)
- Le Faremo Sapere  con Mara Venier (2000)
- Vivere - serie TV, registi vari (2007-2008)
- CentoVetrine (2004-2007)
- La strana coppia  – serie TV (1 episodio 2008)
- Piloti  – serie TV (1 episodio 2008)
- Il restauratore – serie TV  (1 episodio 2012)
- Così fan tutte – serie TV (1 episodio 2012)
- Camera Café – serie TV (1 episodio 2017)
- Security, regia di Peter Chelsom - film TV (2021)